# Brodac Donji
Brodac Donji je naselje v občini Bijeljina, Bosna in Hercegovina. 

## Deli naselja
Brodac Donji in Jelaz.

## Prebivalstvo
| Pregled števila prebivalcev po letih | Pregled števila prebivalcev po letih | Pregled števila prebivalcev po letih | Pregled števila prebivalcev po letih | Pregled števila prebivalcev po letih | Pregled števila prebivalcev po letih |
| ------------------------------------ | ------------------------------------ | ------------------------------------ | ------------------------------------ | ------------------------------------ | ------------------------------------ |
| 1948                                 | 1953                                 | 1961                                 | 1971                                 | 1981                                 | 1991                                 |
| -                                    | -                                    | -                                    | 937                                  | 799                                  | 735                                  |

| Narodna sestava prebivalstva po letih                                                                                      | Narodna sestava prebivalstva po letih                                                                                        | Narodna sestava prebivalstva po letih                                                                                        |
| --- | --- | --- |
| 1971 | 1981 | 1991 |
| . skupaj: 937 Srbi 925 (98,71 %) Hrvati 5 (0,53 %) Muslimani 0 (0,00 %) Jugoslovani 0 (0,00 %) drugi in neznano 7 (0,74 %) | . skupaj: 799 Srbi 733 (91,73 %) Hrvati 5 (0,62 %) Muslimani 0 (0,00 %) Jugoslovani 39 (4,88 %) drugi in neznano 22 (2,75 %) | . skupaj: 735 Srbi 692 (94,14 %) Hrvati 2 (0,27 %) Muslimani 0 (0,00 %) Jugoslovani 15 (2,04 %) drugi in neznano 26 (3,53 %) |